# Louis Kuhne
Louis Kuhne, född 14 mars 1835 i Lössen vid Delitzsch, död 4 april 1901 i Leipzig, var en tysk naturopat, författare, främst känd för sina hydroterapi-metoder med kallt vatten med avsikten att förbättra detox-funktioner i kroppen genom stimulation av den lägre bålen.

## Biografi
Kuhne var ursprungligen snickare. Han var vegetarian och han kom att utveckla en botemetod för olika sjukdomar som bestod av två delar, dels en strängt genomförd vegetarisk diet (han förbjöd även sina patienter att använda salt och socker i sin diet), dels olika slag av bad (solbad, ångbad, bålfrotteringsbad i balja och frotteringssittbad). Hans begreppsliga syn på sjukdomars orsaker var att den vanliga mänskliga kroppen var överbelastad av toxiner som kunde leda till degeneration av de inre organen. Han betonade betydelsen av bra matsmältning och undvikande av förstoppning.
Kuhnes friktions-sittbad och höftbad gick ut på att patienten satt I ett badkar fyllt av relativt kallt vatten, ca 10—14 °C för friktionsbadet i de ursprungliga instruktionerna, men något högre idag. Dessutom skrubbas man över kroppen, höfter, eller kön med en grov linneduk. Den nervstimulering detta ger från det kalla vattnet var avsedd att ta bort toxinerna. Direkt efter kallbadet lades patienten i en säng för att åter bli uppvärmd. Louis Kuhne skapade en unik hydroterapi med avsikt att läka ett brett spektrum av sjukdomar.
Det sena 1800-talet och tidiga 1900-talet såg i apotekaren och naturläkaren Theodor Hahns efterföjd, födelsen av en "Neo-Naturopati" framför allt i Tyskland, med bland annat prästen Sebastian Kneipp, Benedict Lust och Louis Kuhne. De tog framför allt hand om patienter som var besvikna på den vanliga sjukvårdens tillkortakommanden.
År 1883 grundade Kuhne ett eget behandlingscentrum i Leipzig. Kuhneinstitut inrättatades på många platser. I Sverige grundades ett Kuhneistitut, Kuhnegården i Hedemora, år 1900. 
Nordisk Familjebok skriver om Kuhne 1924: "Under lifvet och efter döden stämplades upphofsmannen, som själf anlade den första anstalten, af många, särskildt läkare, som ärke-kvacksalfvaren i sin prydno, af sina många hjälpsökande åter som "läkaren af Guds nåde" och som "en af mänsklighetens största välgörare". Kuhne var under sina sista lefnadsår (han var då öfver 70 år gammal) utsatt för en våldsam process rörande sin verksamhet, en process, som han dock vann." 

### Fotnoter
1. 1 2  Libris, Kungliga biblioteket, SELIBR-ID: 356872, läst: 9 oktober 2017.[källa från Wikidata]
2. 1 2  MAK, PLWABN-ID: 9810673495705606.[källa från Wikidata]
3. ↑  Tjeckiska nationalbibliotekets databas, NKC-ID: xx0192692, läst: 5 december 2023.[källa från Wikidata]
4. ↑  Nordisk Familjebok, 1924 (Kuhnekuren).